# Хосе Насаси
Хосе Насаси Ярса  (на испански: José Nasazzi Yarza, второто име Nasazzi е утвърдено в България като испанска транскрипция, докато на италиански е Назаци или Назадзи) е уругвайски футболист от италиански произход.
Той е капитан на националния отбор, когато става световен шампион на Световното първество през 1930 г.

## Биография
Роден е на 24 май 1901 г. в Монтевидео, умира на 17 юни 1968 г. в същия град.
Мнозина смятат Насаси за най-добрия уругвайски футболист в историята. На клубно ниво защитникът играе за Лито и Роландо Мур, но най-голяма популярност придобива по време на десетгодишния си престой в Бела Виста и трите години, прекарани в Насионал Монтевидео. С последния отбор става два пъти шампион на Уругвай.
Най-големи успехи постига с националния отбор, печелейки общо седем титли: веднъж става световен шампион, два пъти олимпийски шампион и четири пъти триумфира с Копа Америка. Има изиграни 39 мача, с които се нарежда на 41-во място в историята по този показател към 24 март 2008 г.
На него е кръстен стадионът на Бела Виста – Естадио Хосе Насаси. Жезълът на Насаси е въображаема световна титла. Първият носител като първи световен шампион е Уругвай. Подобно на бокса, следващият шампион е първата страна, успяла да победи действащия носител на титлата в редовните 90 минути на мач на ниво „А“ национални отбори.

## Успехи
- 1х Световен шампион: Уругвай 1930
- 2х Олимпийски шампион: Париж 1924 и Амстердам 1928
- 4х Копа Америка: Уругвай 1923, Уругвай 1924, Чили 1926 и Перу 1935
- 1х шампион на Уругвай: 1933 и 1934 (и двата пъти с Насионал)